# (473012) 2015 HJ42
(473012) 2015 HJ42 es un asteroide perteneciente al cinturón de asteroides, descubierto el 13 de septiembre de 2005 por el equipo del Spacewatch desde el Observatorio Nacional de Kitt Peak, Arizona, Estados Unidos.

## Designación y nombre
Designado provisionalmente como 2015 HJ42.

## Características orbitales
2015 HJ42 está situado a una distancia media del Sol de 3,157 ua, pudiendo alejarse hasta 3,762 ua y acercarse hasta 2,552 ua. Su excentricidad es 0,191 y la inclinación orbital 2,108 grados. Emplea 2049 días en completar una órbita alrededor del Sol.

## Características físicas
La magnitud absoluta de 2015 HJ42 es 16,6. Tiene 2,332 km de diámetro y su albedo se estima en 0,082.